# Peso dominicain
Pour les articles homonymes, voir Peso et DOP.
 (décembre 2023).
Si vous disposez d'ouvrages ou d'articles de référence ou si vous connaissez des sites web de qualité traitant du thème abordé ici, merci de compléter l'article en donnant les références utiles à sa vérifiabilité et en les liant à la section « Notes et références ».
Le peso dominicain ((es) peso dominicano) est la monnaie officielle de la République dominicaine. Il est symbolisé par « $ » ou « RD$ » pour le différencier des autres pesos ou dollars. Son code ISO 4217 est DOP pour Dominican peso.
Le peso est divisé en 100 centavos, abrégé « ¢ ».

## Histoire du peso

### Premier peso (1844-1905)

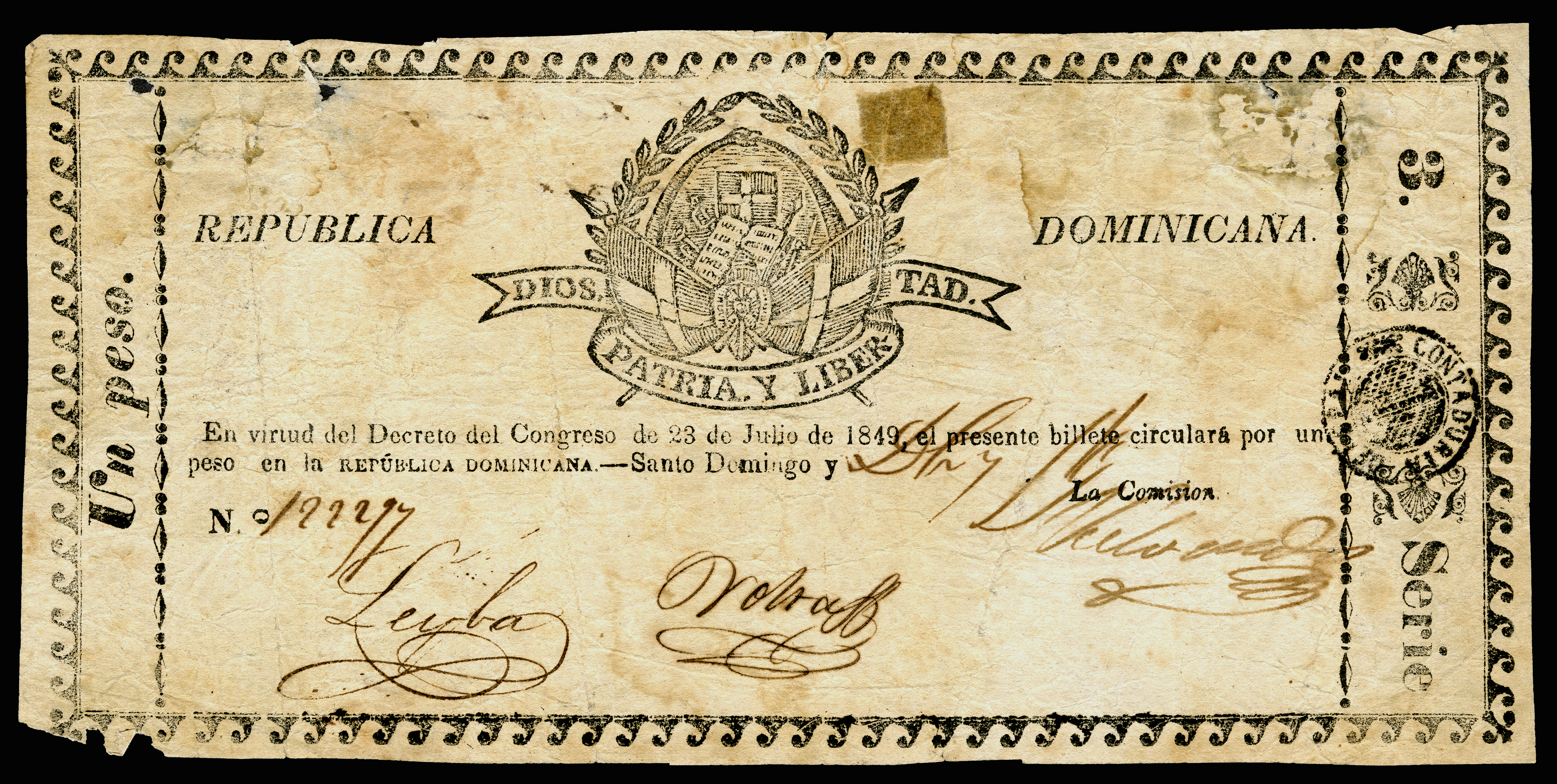
Billet gouvernemental de 1 peso (1849).

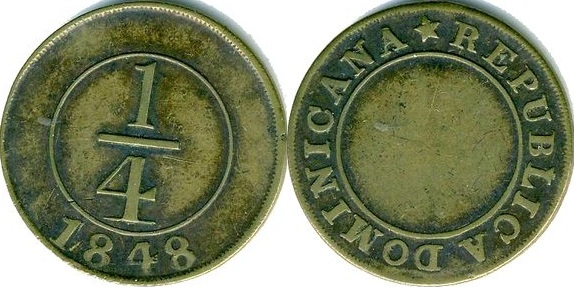
La quart de réal 1848.

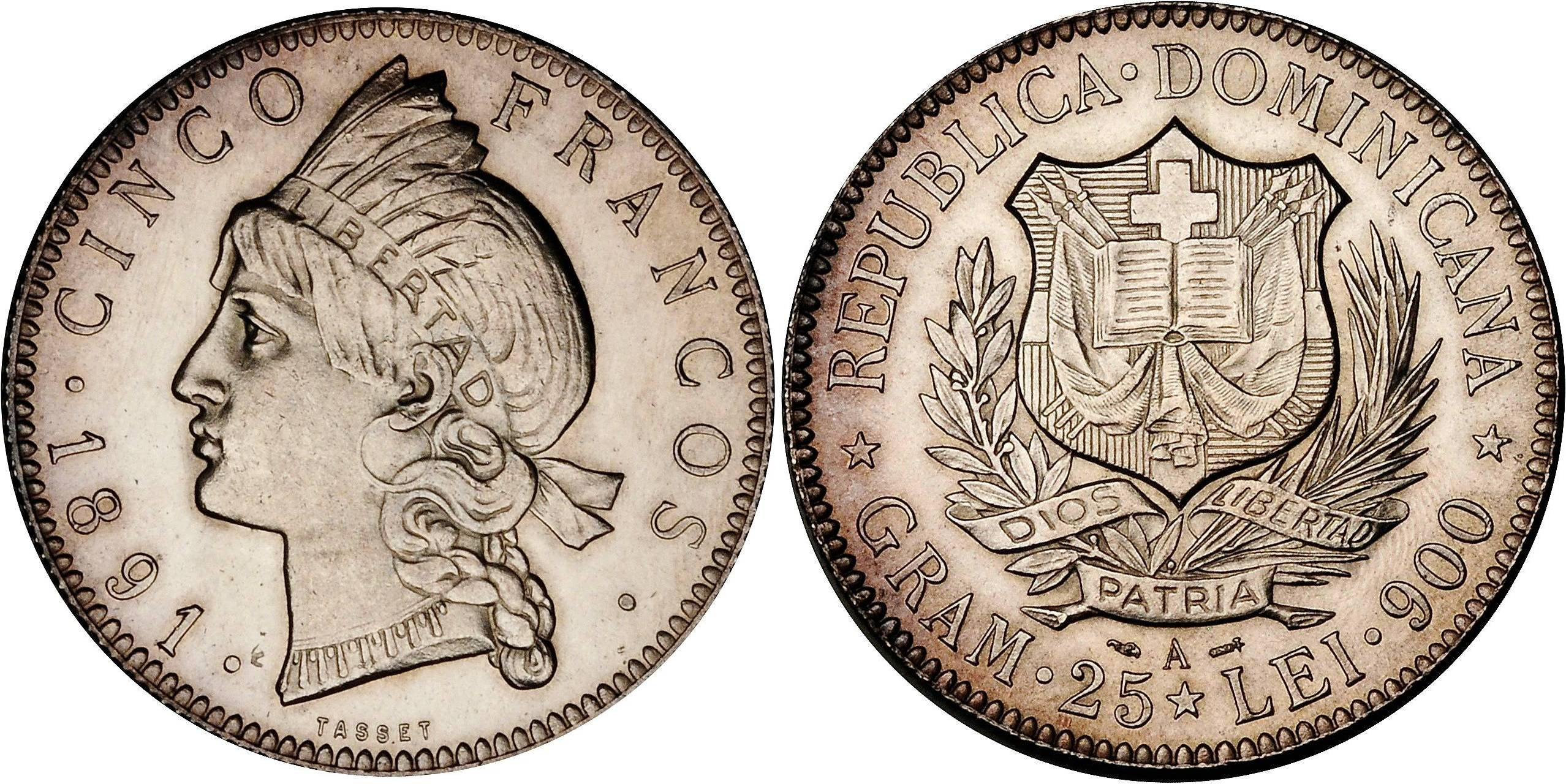
5 francos (1891), argent, recto/verso.

En 1844, avec l'indépendance, le peso remplace la gourde haïtienne. Il est divisé en 8 réaux (reales), et d'un poids d'argent de 27,073 g, similaire à la pièce de 8 réaux mexicains. 
La première pièce dominicaine frappée est la ¼ de réal en laiton datée 1844. 
En 1877, le peso est décimalisé, divisé en 100 centavos. En 1891, le pays adopte unilatéralement les mêmes standards  que ceux de l'Union latine, sans toutefois en être membre et lance une monnaie conjointe, le franco divisé en 100 centésimos, complémentaire du peso, et calquée sur le franc. Sont alors frappées des pièces de 5 et 10 centésimos en bronze et de 50 centésimos, 1 et 5 francos en argent, dessinées par Paulin Tasset. 
En 1897, les frappes en peso reprennent suivant les mêmes poids et titrage avec des pièces de ½ et 1 peso.
Entre 1848 et 1912, sont émis de nombreux billets de banque. Après des coupures dites provisoires en réaux, les premiers billets gouvernementaux de 1, 5 et 10 pesos sont imprimés en 1849. Des billets de 50 et 100 pesos suivent en 1858. Les émissions gouvernementales s'arrêtent en 1871. Suivent des émissions issues de banques privées, comme la Banco Nacional de Santo Domingo et la Banco de la Compañía de Crédito de Puerto Plata.
À partir de 1906, le dollar américain devient la seule monnaie courante, au taux de 5 pesos pour un dollar.

### Peso oro(1937-2011)

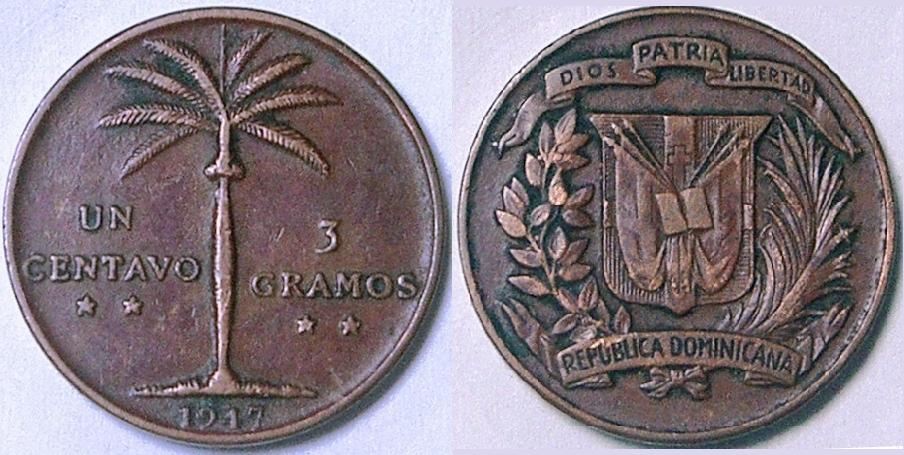
Pièce de 1 centavo (1947), bronze, recto/verso.

La dollar continue d'être la monnaie nationale, de fait, et sous la forme de billets américains, mais en 1937, une série de pièces spécifiques est frappée pour des valeurs de 1 centavo en bronze, de 5 centavos en cupronickel et de 10, 25, 50 et 1 peso en argent, selon un type de monnaie inchangé jusqu'en 1967. Le peso est désormais arrimé au dollar, et rebaptisé peso oro, puisque garanti par un dépôt d'or américain à la Banque centrale dominicaine fondée en 1947 avec la bénédiction du dictateur Rafael Trujillo. En 1963, les pièces de 10, 25, 50, et 1 peso frappées en argent à 900 millièmes passent à un titrage de 650 millièmes. Après cette date, la monnaie abandonnent l'argent métal. 
Les premiers billets en peso oro sont fabriqués à partir de 1947 par l'American Bank Note Company. Une émission limitée de billets de 500 $ et 2 000 $ a été produite en 1992 pour le 500e anniversaire de la découverte de l'Amérique et respectivement en 2000 pour le nouveau millénaire. L'inflation gagne du terrain dans les années 1990 et explose en 2003-2004.

### Peso dominicain actuel
En 2011, la Banque centrale dominicaine opère un changement de dénomination monétaire, et remplace le terme peso oro par peso dominicano, à parité. Les billets de valeur inférieure à 50 pesos sont retirés de la circulation.
Les monnaies en circulation ont des valeurs faciales de 1 ¢, 5 ¢, 10 ¢, 25 ¢, 50 ¢, 1 $, 5 $, 10 $ et 25 $. Bien que ces pièces aient toutes valeur légale, ne sont utilisées que les pièces de 1 $, 5 $, 10 $ et 25 $, du fait de l'inflation. 
Les billets en circulation les plus courants ont des valeurs faciales de 50 $, 100 $, 200 $, 500 $, 1 000 $ et 2 000 $.